# Berenguer de Relat
Berenguer de Relat (circa. 1315 — circa.1394) Senyor de Castelldefels (1340), Castellciuró i Molins de Rei(1368) i d'Olorda (1377). Ciutadà de Barcelona, fou tresorer de la reina Elionor de Sicília, muller de Pere III, almenys des del 1357 i conseller i mestre racional de la casa del rei.
Des de molt jove, Berenguer de Relat és present a la cort del rei, com al seu fidel romanent tota la vida al servei de Pere el Cerimoniós des que aquest era Infant d'Aragó, del qual en fou dispenser. El 1334 quan es casa amb Costança Cabastida exercia l'ofici de racional de la cort. Sempre al costat de l'infant Pere quan aquest esdevé rei roman com a conseller i home de confiança d'aquest.
L'any 1343 participà en la quarta expedició a la frontera nord de Catalunya que el rei Pere el Cerimoniós portà a terme contra Jaume III de Mallorca.
Quan l'any 1349 Pere III contrau matrimoni amb Elionor de Sicília, el rei destina Berenguer al servei de la Casa de la Reina, que adquirí importància i certa autonomia respecta la Casa del Rei, en aquells temps es construí el Palau Menor com a residència de la Reina i Elionor residí llargues temporades a la seva terra fet que feu necessari que aquesta disposes d'un servei exclusiu a la Casa de la Reina, dins la qual el paper de Berenguer n'és destacat: actuant tant com a tresorer d'aquesta com a procurador de la reina. Prova de la confiança de la reina en Berenguer és el fet que aquesta el nomenés, juntament amb Ramon Bisbe de Lleida i Ramon de Peguera, marmessor testamentari.
En morir la reina, Pere el Cerimoniós nomena Berenguer Mestre Racional (cap de la institució administrativofinancera de la Corona d'Aragó). Els seus fidels serveis foren recompensats i fruit dels guanys Berenguer pogué ampliar les seves possessions:
- L'any 1366 (el 2 de juliol) la reina Elionor li ven la vila de Molins de Rei per 85.500 sous de Barcelona[3]
- El 1368 el rei i la reina li concedeixen el castell de Castellciuró[4] (al torn que convertia el castell en castell termenat adjuntant-hi la vila de Molins de Rei)[1]
- El 1377 (el 6 de setembre) comprà el castell d'Olorda i la casa del Celler de Molins de Rei a Simó Desllor.

Berenguer fou amic de Bernat Metge, qui dedicà a la seva filla Isabel la seva traducció Valter e Griselda (1388) de l'obra de Petrarca.

## Matrimoni i descendents
L'any 1334 es casà amb Constança Cabastida amb qui tingué dues filles:
- Joaneta casada amb Pere Ferriol Cavaller, un dels fills d'aquest fou Berenguer de Relat dit de Ferriol, al qual se li canvià el cognom per tal de poder ser el continuador del seu avi i actuar com a primogènit d'aquest.
- Isabel (o Elisabet) a qui llegà la senyoria de Castelldefels i es casà amb Gispert de Guimerà, senyor de Ciutadilla, l'any 1372. Es dona el cas que els descendents d'Isabel també canviaren l'ordre dels seus cognoms, així doncs foren coneguts com a Relat dit de Guimerà.